# Charlie Zaa
Carlos Alberto Sánchez Ramírez (Girardot; 30 de enero de 1974) conocido por su nombre artístico, Charlie Zaa, es un empresario y cantautor colombiano de bolero entre otros géneros musicales.

## Biografía
Nació el 30 de enero de 1974 en el municipio de Girardot en el departamento de Cundinamarca. Fue bautizado por sus padres con el nombre de Carlos Alberto Sánchez Ramírez. Su debut formal fue a los 16 años en la agrupación Alma de barrio, una orquesta organizada y producida por el maestro Jairo Varela, en donde grabó temas famosos como Tu indiferencia, Casualidad de la vida, Solo soy de ti, Puede ser y Primera vez. Posteriormente saltó a la popular Orquesta Guayacán en donde es recordado por piezas como Cuánto te amo cuánto te quiero, Por un beso y Pau Pau. Fue el productor Jorge Ramírez quien le propuso remozar temas de Julio Jaramillo y Olimpo Cárdenas para convertirlo en un bolerista moderno, y su lanzamiento como cantante romántico rompió todas las expectativas, hasta el punto de que su disquera, Sonolux, tuvo que contratar personal para poder producir la placa debut.
Su primera producción discográfica sale al mercado en 1996 bajo el título Sentimientos, la cual se hallan grabados (por parejas) 20 de los boleros más conocidos y difundidos por destacados intérpretes y compositores como los ya fallecidos Julio Jaramillo, Olimpo Cárdenas y Oswaldo Morales. En 1998 sale su segunda producción titulada Un segundo sentimiento que representa una continuación de su disco anterior.
En 2000 presenta su tercera producción Ciego de amor, bajo la producción de Emilio Estefan Jr. y la colaboración de Jon Secada. Fue el primer álbum de Zaa en incluir temas inéditos, además de versiones de Con los años que me quedan, famoso tema de Gloria Estefan y de la cumbia colombiana La Pollera Colorá. De este álbum se desprenden los sencillos Donde está el Amor y Por tu Amor que fue utilizado como tema principal de la telenovela mexicana que lleva el mismo nombre.
En 2001 viajó a Estados Unidos para participar en la grabación del tema El último adiós con otros artistas, con motivo del atentado terrorista a las Torres Gemelas de Nueva York, el 11 de septiembre de 2001. Ese mismo año realiza su cuarta producción, titulada De un solo sentimiento, la cual fue grabada, al igual que las dos primeras, en Colombia. Al año siguiente
es editado su primer disco de recopilación, titulado Grandes sentimientos, con temas de sus trabajos anteriores.
En 2004 presenta su quinta producción discográfica titulada Puro sentimiento.
En 2005 presenta su sexta producción llamada Bachata con puro sentimiento con gran parte de sus temas de su cuarta producción Puro sentimiento en versión bachata. En los años siguientes, Charlie Zaa se convierte al cristianismo evangélico, luego de pasar por una crisis personal de dos años y medio. Una nueva compilación, titulada De bohemia fue presentada en 2009, como homenaje al músico cubano Orlando Contreras.
En 2013 Charlie Zaa regresó al ruedo musical con el género que lo vio nacer profesionalmente: la salsa. El disco que lo trae de vuelta a los escenarios lleva por nombre En otro tiempo, con temas que fueron popularizados por el Grupo Niche, donde Charlie Zaa cantó 20 años atrás. El primer tema promocional lleva por nombre Digo yo. 
En 2015 vuelve al romance con Mi mejor regalo, un homenaje al compositor Joan Sebastian donde recopila grandes éxitos del Rey del Jaripeo en ritmo de bachata. La placa fue producida para Sony Music por el afamado Sergio George. Siendo esta la primera bajo este sello discográfico.
El 26 de mayo de 2017 lanza su álbum Celebración, festejando el vigésimo aniversario de su álbum debut Sentimientos, disco que hasta la fecha ha vendido más de 6 millones de unidades en todo el mundo, y que se ha hecho acreedor a un certificado Diamante (10 veces Platino) de la RIAA, además de influir a toda una generación de intérpretes románticos en América Latina.
Producido por Mariano Pérez García, Celebración incluye nuevas versiones en vivo de todos los grandes éxitos de Sentimientos, incluyendo Un disco más, Rondando tu esquina y Nuestro juramento. Por primera vez, Charlie Zaa interpreta dos canciones clásicas de Julio Jaramillo, De cigarro en cigarro y Te odio y te quiero. Charlie Zaa es acompañado por invitados especiales de la talla de La Sonora Santanera, Leslie Grace, Yuri, Cristian Castro, Carlos Rivera, Río Roma, Margarita La Diosa de La Cumbia y Catalina García, vocalista de la agrupación Monsieur Periné. Este disco de 15 temas que fue grabado en vivo en los estudios de Sony Music en la Ciudad de México, también viene acompañado de un DVD.
Paralelamente a su vida como músico y compositor, también ha incursionado como empresario, siendo dueño del Centro Comercial El Oasis y una reconocida discoteca del mismo nombre en su ciudad natal, Girardot, otra en la cercana población de Melgar, así como las discotecas Kapachos y Solaris, ubicadas en la zona rosa de la ciudad de Ibagué, entre otras propiedades construidas y administradas por el artista.

## Vida personal
Lleva más de 15 años de relación con la caleña Janeth Hoyos, exreina de belleza con la que tiene 2 hijos, Aaron David y Lauren Mia, además de Michelle Sánchez, fruto de una relación anterior.

## Discografía
- 1996: Sentimientos
- 1998: Un segundo sentimiento
- 1999: The remixes
- 2000: Ciego de amor
- 2001: De un solo sentimiento
- 2002: Grandes sentimientos
- 2004: Puro sentimiento
- 2005: Bachata con puro sentimiento
- 2008: La historia de Charlie Zaa
- 2009: De bohemia
- 2013: En otro tiempo
- 2015: Mi mejor regalo
- 2017: Celebración

## Filmografía

### Televisión
- El show de las estrellas (1996-2000) - Varias presentaciones
- Yo soy Betty, la fea (2000) - Como el mismo